# Getty Images
Getty Images, Inc. è un'agenzia fotografica con sede a Seattle negli Stati Uniti.
È leader nella fornitura di immagini per il commercio ed i consumatori con un archivio di 80 milioni di immagini e illustrazioni e più di 50.000 ore di filmati.
Si focalizza su 3 mercati: creativi professionali, i media (stampa e pubblicazioni in rete) e i dipartimenti di comunicazioni per altre attività imprenditoriali.

## Storia
Nel 1995 Mark Getty e Jonathan Klein fondano la Getty Investments LLC, di cui Mark è il presidente.
Nel settembre del 1997 la Getty Communications, come veniva chiamata all'epoca, si fonde con la PhotoDisc, Inc. e dà nascita alla Getty Images.
Nell'aprile del 2003 la Getty Images stabilisce una collaborazione con la Agence France-Presse
Nel 2008 la Getty Images viene acquisita dalla Hellman & Friedman (H&F)
Nel 2009 Flickr annuncia una collaborazione secondo la quale degli utenti specifici potevano pubblicare delle foto da essere utilizzate negli articoli, per poi ricavarne profitto. Nel 2010 fu cambiato in modo che gli utenti potessero etichettare le loro immagini come utilizzabili.

## Processi per violazioni di copyright
Nel settembre del 2013 Avril Nolan ha fatto causa alla Getty Images per 450 000$. Essa dichiara che Getty Images ha impropriamente permesso di utilizzare la sua immagine come positiva all'HIV nelle campagne pubblicitarie. Nolan ha dichiarato che la sua raffigurazione come sieropositiva al virus HIV abbia leso le sue relazioni personali e professionali.
Nel novembre del 2013, a Getty e Agence France-Presse è stato ordinato di pagare 1,2 milioni di dollari al fotogiornalista indipendente Daniel Morel per avere utilizzato le immagini che lui stesso aveva postato su Twitter relative al terremoto di Haiti del 2010, in violazione dei termini di utilizzo di Twitter.